# Chris Perry
Pour les articles homonymes, voir Chris et Perry.
Chris Perry, né le 4 juin 1994 à Bartow, Floride, est un joueur américain de basket-ball. Il évolue au poste d'ailier fort.

## Biographie

### Carrière universitaire
Perry passe ses trois premières années universitaires à l'université du Sud de la Floride où il joue pour les Bulls entre 2013 et 2016.
Puis, il part faire sa dernière année à l'université du Lincoln Memorial (en) Lincoln Memoral où il joue pour les Railsplitters de Lincoln Memorial (en) entre 2016 et 2017 en deuxième division de NCAA.

### Carrière professionnelle
Le 22 juin 2017, lors de la draft 2017 de la NBA, automatiquement éligible, il n'est pas sélectionné.
Le 22 juillet 2017, il signe son premier contrat professionnel en Slovaquie à Prievidza au BK Prievidza.

## Statistiques

### Universitaires
| Saison    | Équipe                | Matchs | Titul. | Min./m | % Tir | % 3pts | % LF | Rbds/m. | Pass/m. | Int/m. | Ctr/m. | Pts/m. |
| --------- | --------------------- | ------ | ------ | ------ | ----- | ------ | ---- | ------- | ------- | ------ | ------ | ------ |
| 2013-2014 | South Florida         | 32     | 10     | 20,5   | 50,5  | 0,0    | 56,9 | 5,31    | 0,44    | 0,28   | 0,75   | 8,94   |
| 2014-2015 | South Florida         | 19     | 18     | 26,1   | 49,1  | 0,0    | 59,0 | 7,11    | 0,63    | 0,79   | 1,26   | 10,84  |
| 2015-2016 | South Florida         | 27     | 19     | 24,1   | 45,7  | 0,0    | 66,7 | 6,56    | 1,15    | 0,41   | 0,48   | 10,07  |
| 2016-2017 | Lincolm Memorial (en) | 36     | 30     | 23,8   | 68,4  | 100,0  | 66,3 | 8,44    | 0,86    | 0,53   | 1,31   | 17,86  |
| Total     |                       | 114    | 77     | 23,3   | 55,9  | 11,1   | 63,1 | 6,89    | 47,4    | 0,77   | 0,95   | 12,34  |

## Palmarès
- AAC All-Rookie Team - 2014